# Neorhynchocephalus volaticus
Neorhynchocephalus volaticus är en tvåvingeart som först beskrevs av Samuel Wendell Williston  1883.  Neorhynchocephalus volaticus ingår i släktet Neorhynchocephalus och familjen Nemestrinidae. Inga underarter finns listade i Catalogue of Life.